# Église de la Visitation du Sault-au-Récollet
Pour les articles homonymes, voir Église de la Visitation.
L'église de la Visitation de Montréal, de son nom complet église de la Visitation-de-la-Bienheureuse-Vierge-Marie, est la seule église de style traditionnel québécois sur l'île de Montréal. Construite en pierres des champs entre 1749 et 1751, elle est la plus ancienne église de Montréal encore debout. La façade, modifiée entre 1850 et 1870, est en pierres de taille. Elle est située au 1847, boulevard Gouin Est, au Sault-au-Récollet dans l'arrondissement Ahuntsic-Cartierville, à Montréal.

## Historique

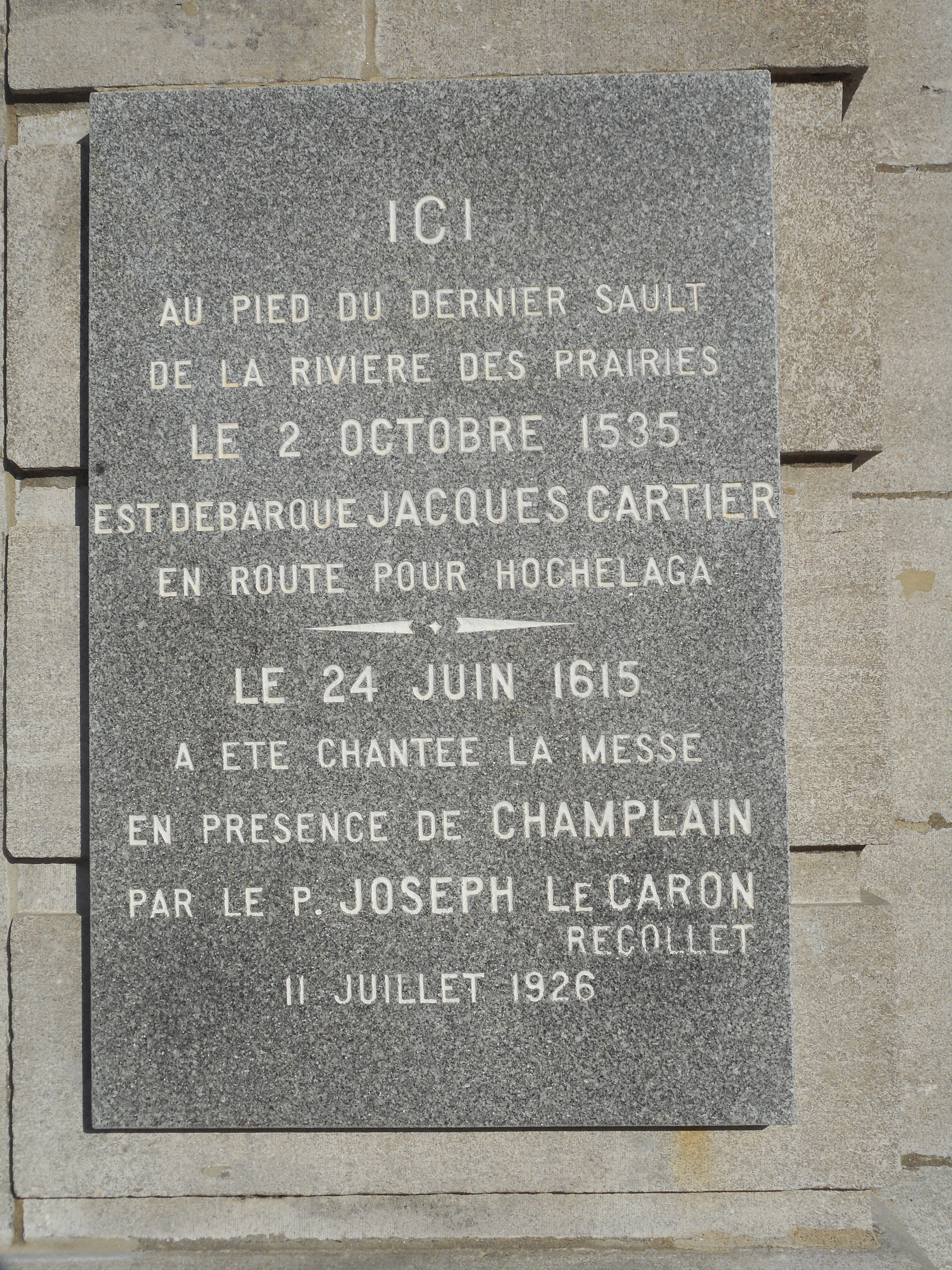
Plaque commémorative.

L'église est construite sur le bord de la rivière des Prairies. Une plaque rappelle le passage en ce lieu de Jacques Cartier, en 1535, et la première messe dite à Montréal, en présence de Samuel de Champlain, en 1615.
La forte croissance démographique du XIXe siècle a entraîné la reconstruction de la plupart des églises paroissiales érigées durant le Régime français sur l'île de Montréal. L'église du Sault-au-Récollet a pourtant résisté, dans sa structure globale, aux diverses restaurations et aux ajouts de la fin du XVIIIe et de la première moitié du XIXe siècle. Les seules modifications majeures sont l'ajout du clocher secondaire, un jubé et une façade. Aussi, on a des contreforts pour soutenir les murs.
La construction de l'église débute vers 1749 à l'instigation du curé Guillaume Chambon. On a choisi un plan récollet, c'est-à-dire sans transept et avec étranglement au niveau du chœur, très courant à cette époque. Les premiers offices ont lieu dès 1751. La consécration solennelle est célébrée par Henri-Marie du Breil de Pontbriand, évêque de Québec, en 1752.

## La décoration

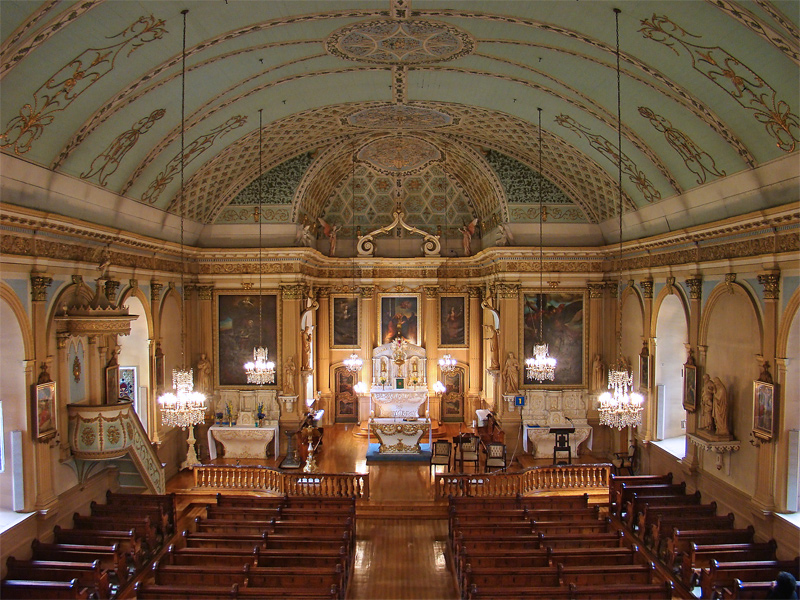
L'intérieur

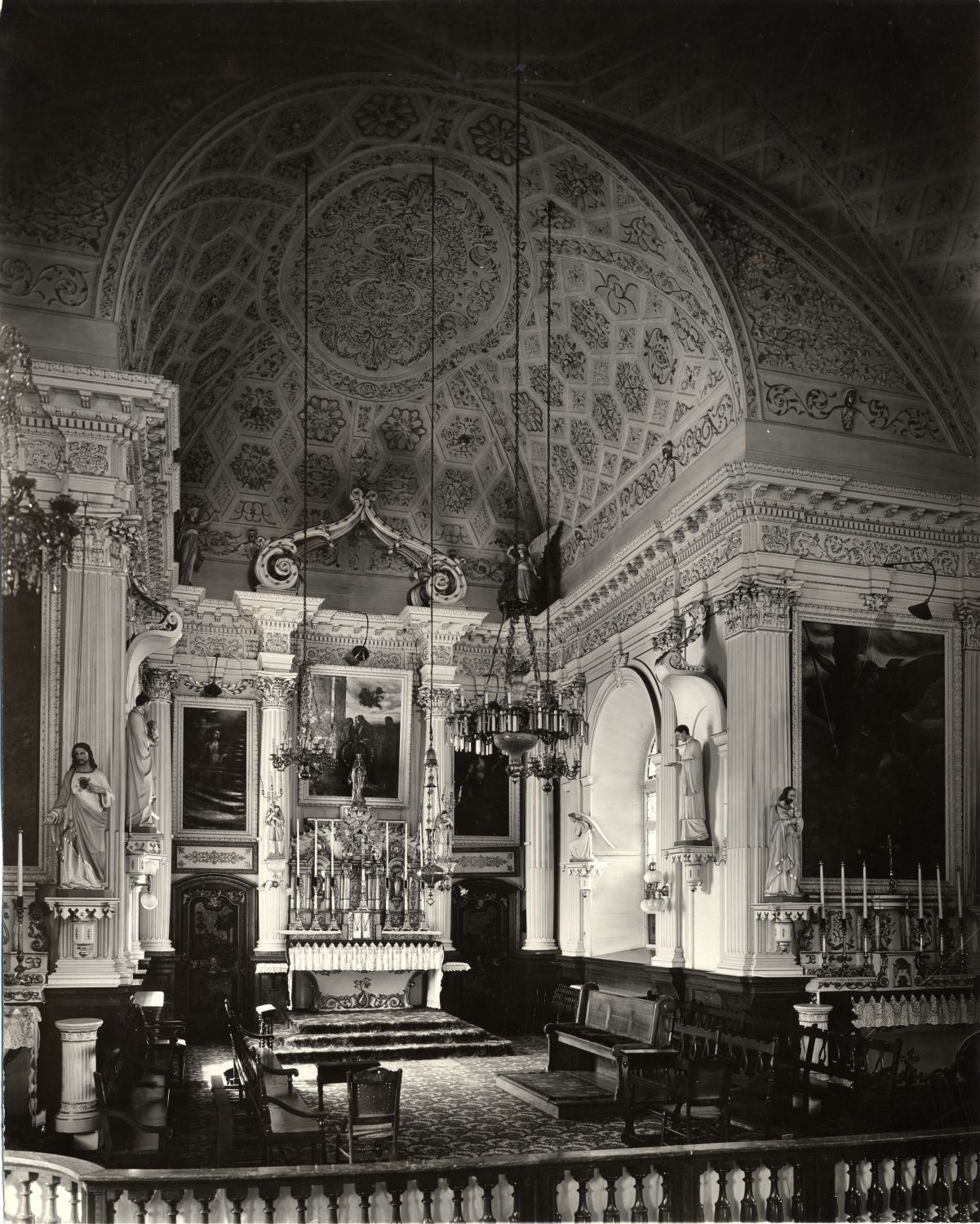
Autel vers 1920

C'est Philippe Liébert, architecte, sculpteur et peintre, qui assure la décoration. La finition intérieure est réalisée dans un esprit des plus classiques. Il réalise plusieurs ouvrages qui furent modifiés ou remplacés : la première chaire en 1791, l'actuel tabernacle du maître-autel en 1792, et le chandelier pascal en 1798. Louis-Amable Quévillon y réalise un banc d'œuvre en 1800, puis les tabernacles des autels latéraux et les tombeaux d'autels.
Entre 1816 et 1827, David Fleury-David termine la voûte, superbe, tout en bois. Il reprend les trois retables vers 1820. La chaire actuelle est l'œuvre de Vincent Chartrand et a été réalisée en 1836.
Les portes, menant de la sacristie au sanctuaire, sont exceptionnelles mais on ne sait à qui les attribuer.

Deux portes bordent le sanctuaire
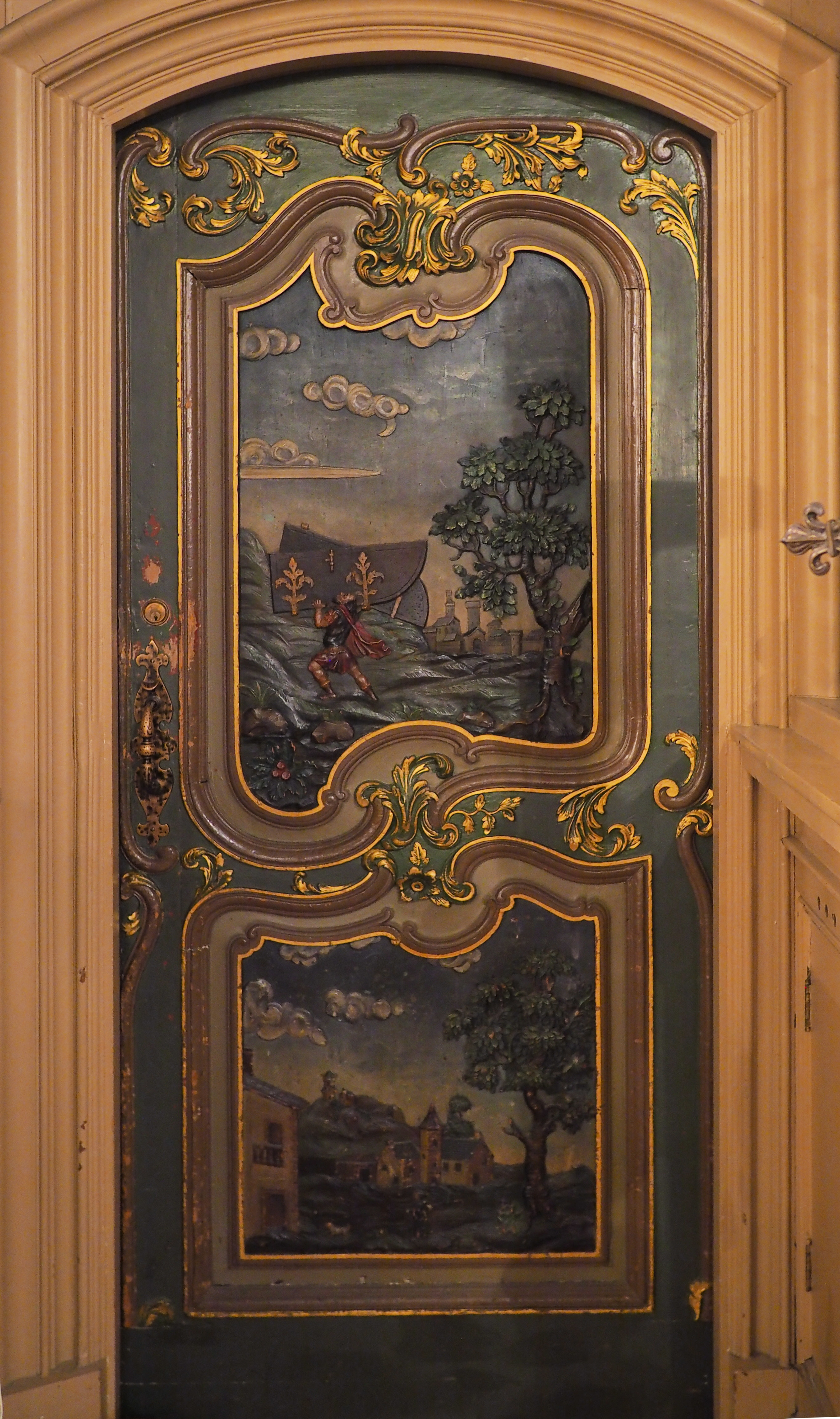
Porte gauche.
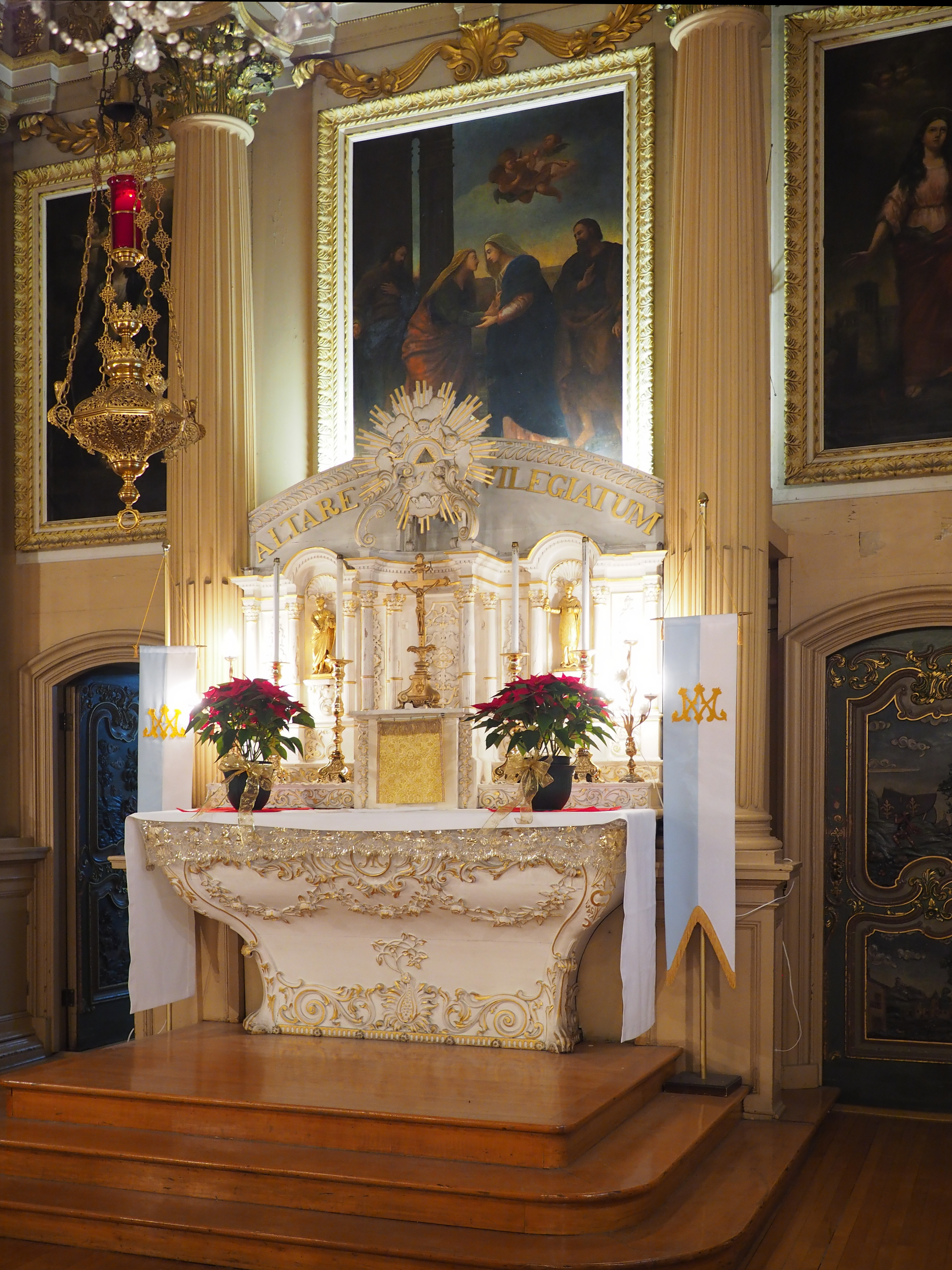
Sanctuaire et autel.
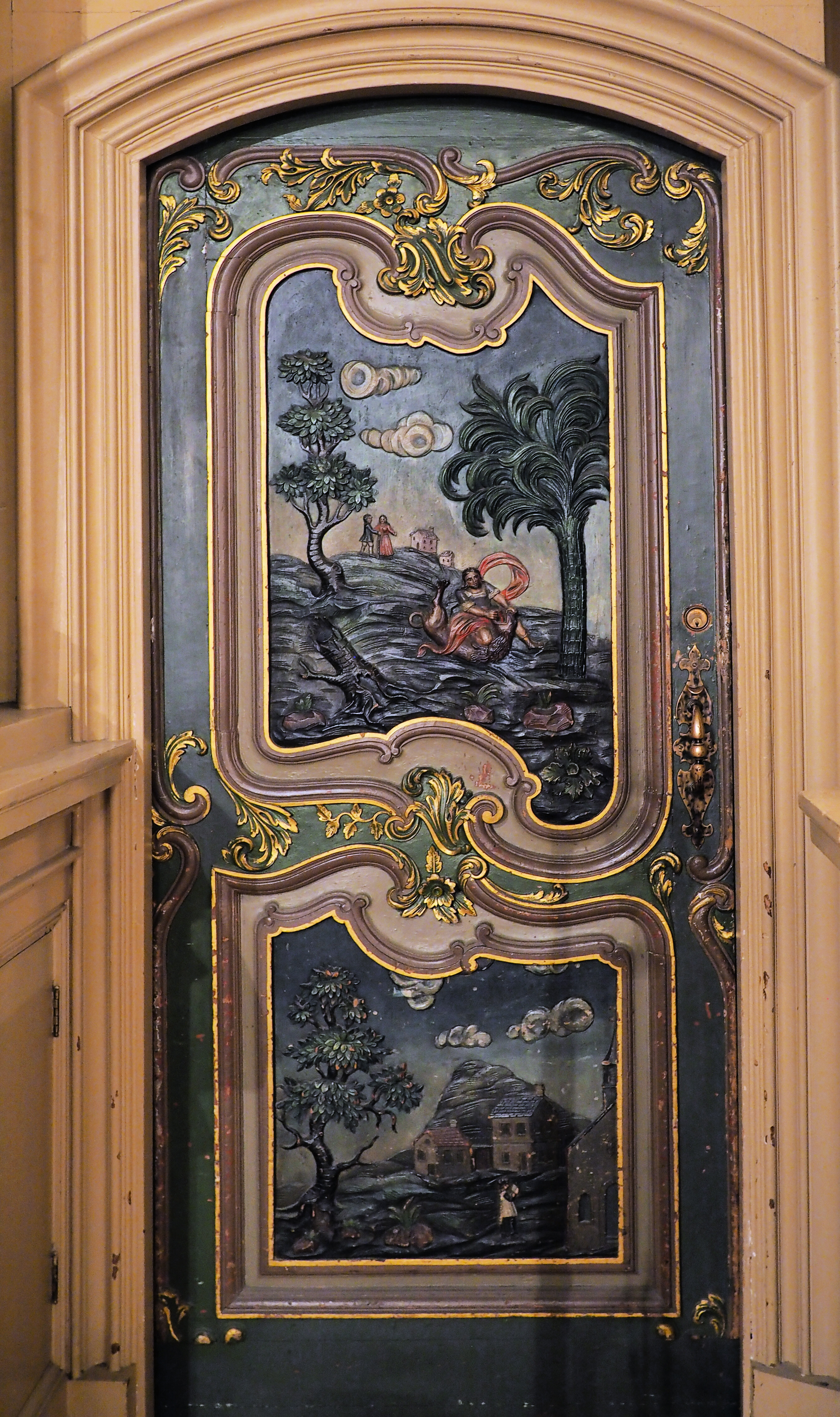
Porte droite.

### L'orgue

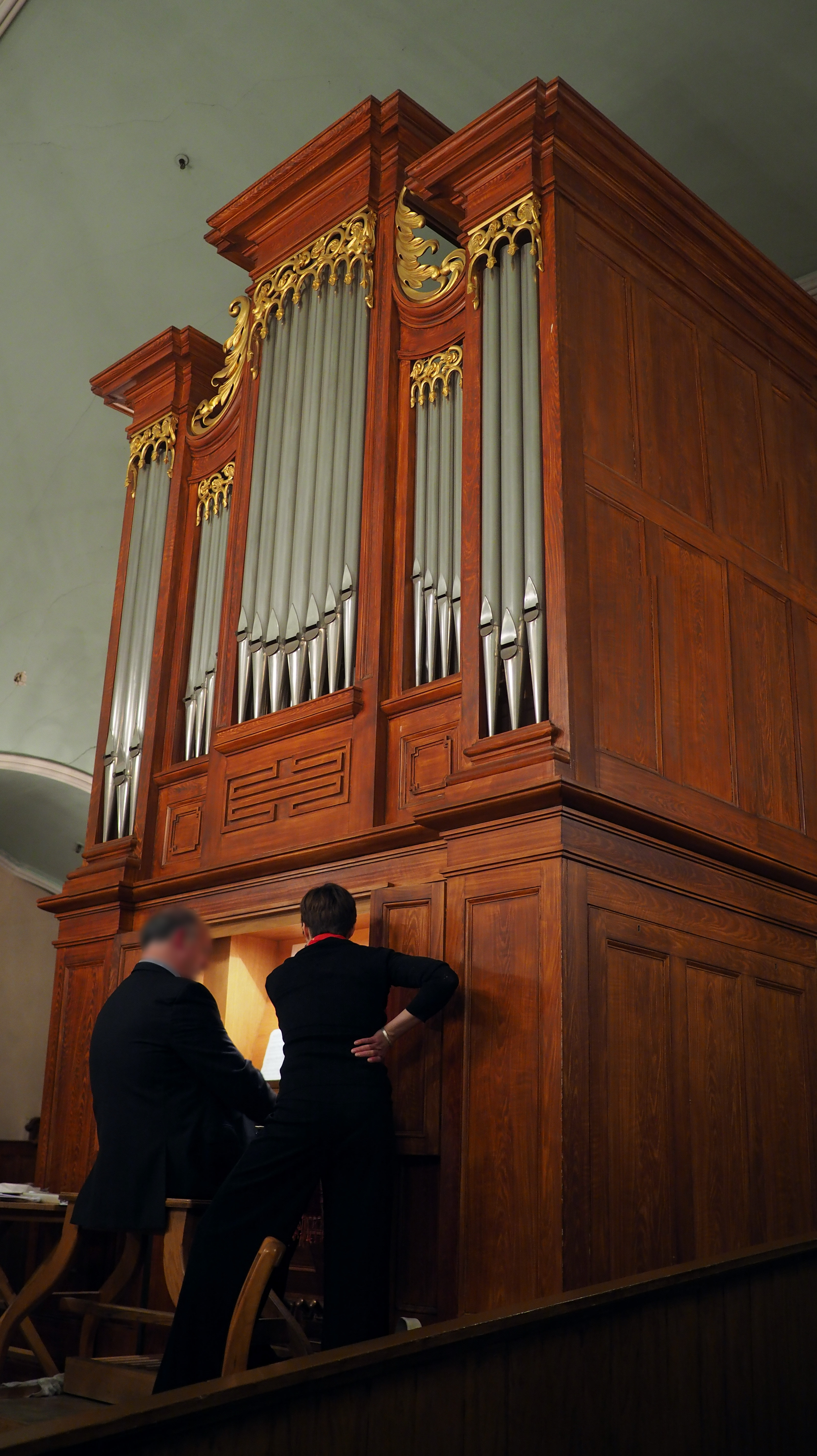
Le nouvel orgue conserve les caractéristiques architecturales générales de l'ancien instrument.

L'orgue original, datant des années 1800, fut probablement construit par Samuel Russell Warren, ce facteur de la Nouvelle-Angleterre venu s'établir à Montréal en 1837. Il est considéré comme le premier facteur d'importance au Canada, construisant plus de 200 instruments tant au Canada qu'aux États-Unis.
Un contrat a été signé avec Hellmuth Wolff le 23 décembre 1991 pour la construction d'un nouvel instrument qui conserverait les caractéristiques architecturales générales de l'ancien instrument. Plusieurs rangs provenant de l'ancien instrument Warren ont été incorporés dans la nouvelle composition sonore. La traction mécanique des jeux et des claviers (balancée), les sommiers, la soufflerie et le ventilateur sont tous neufs. Pour assister l'organiste, un système de combinaison, produit par la firme Solid State Logic Ltd, actionnant 6 pistons généraux et 3 pistons divisionnels a été installé. Les 6 pistons généraux, les 3 pistons de pédale ainsi que les accouplements clavier-pédale sont tous dupliqués par des pistons au pédalier.
Une heureuse alliance entre les anciens et les nouveaux jeux confèrent à l'orgue un caractère unique.

### La façade

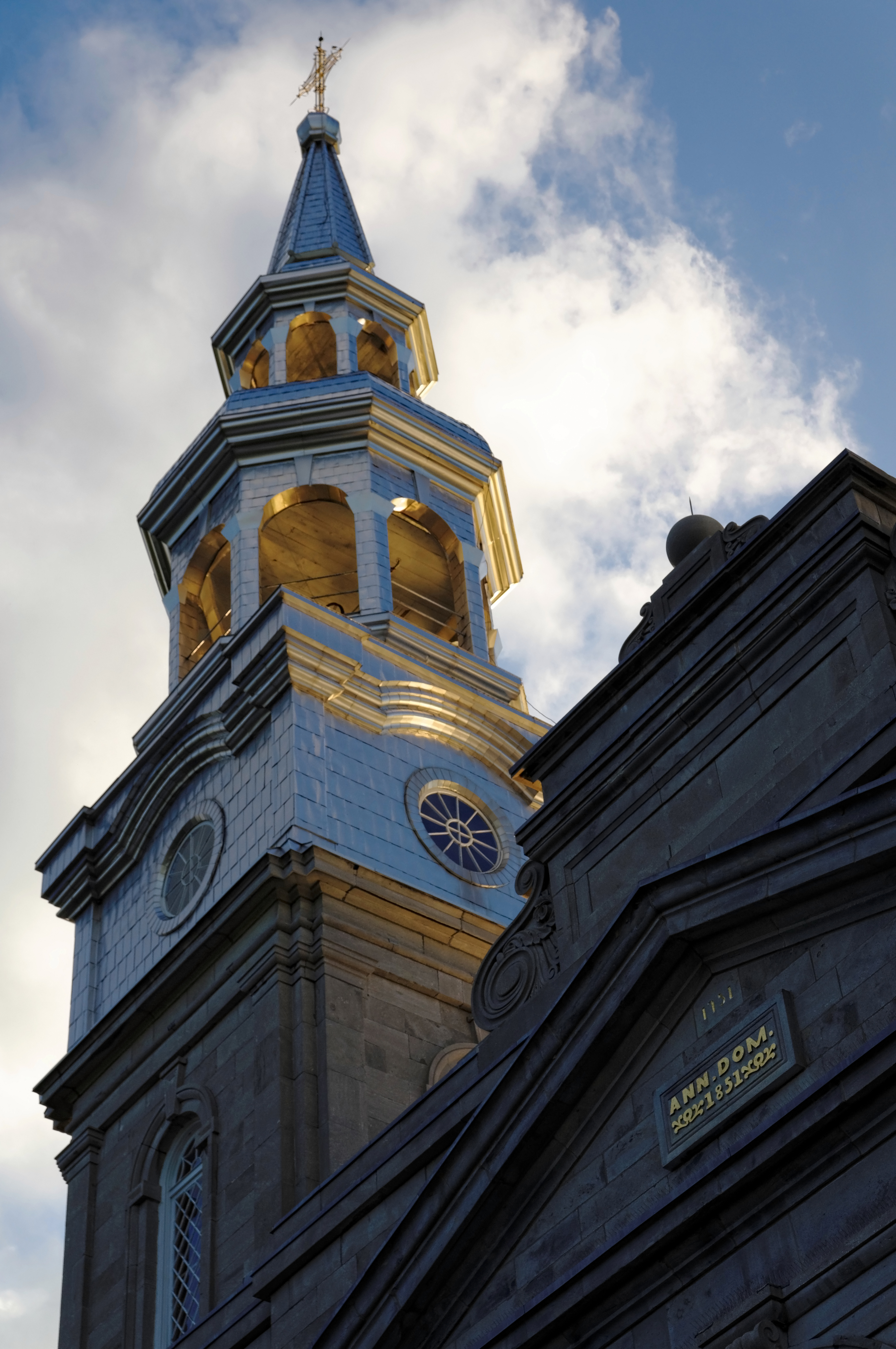
Clocher.

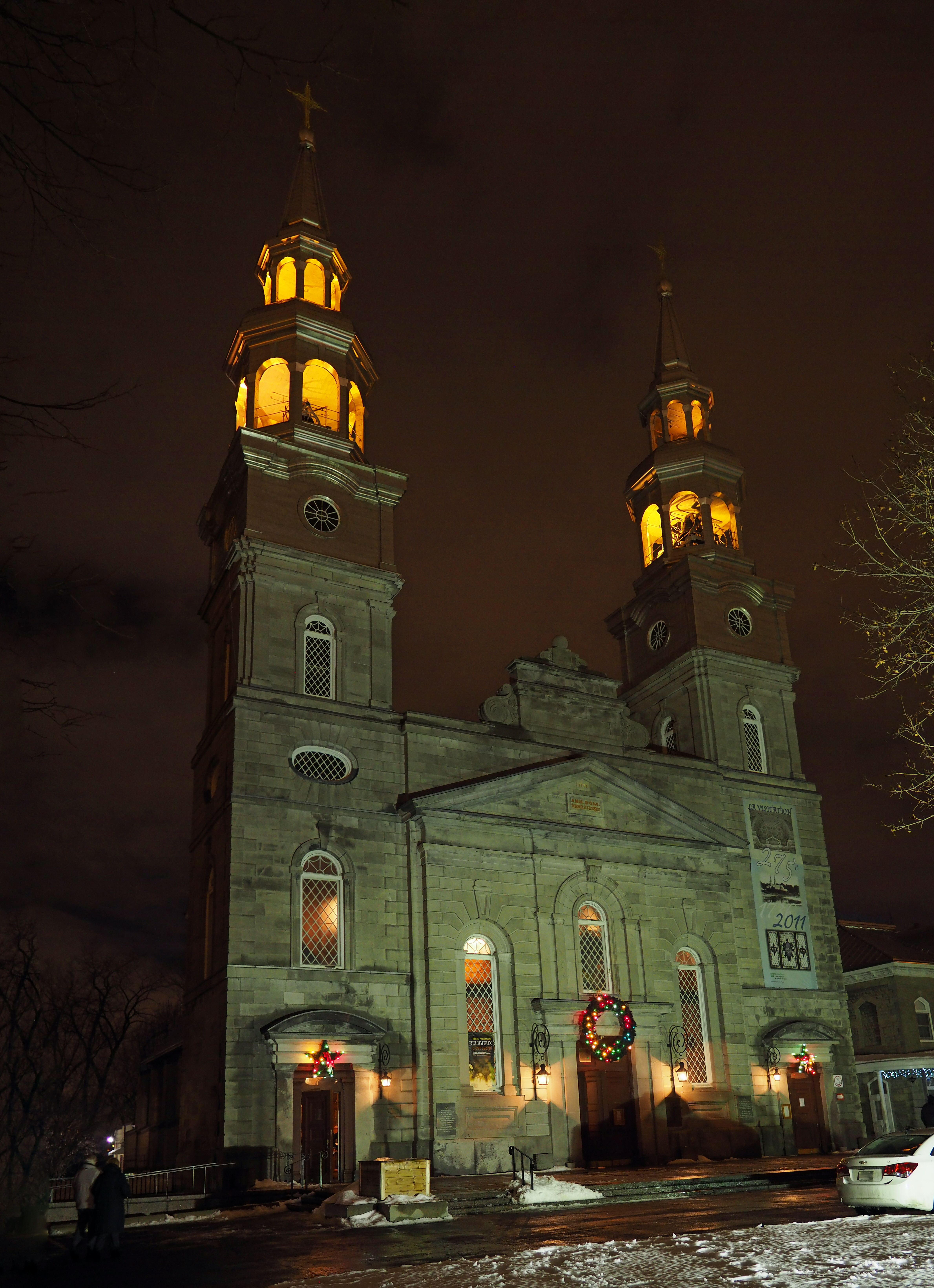
Façade de l'église de nuit, illuminée.

On décide en 1850, après l'approbation de Ignace Bourget, de procéder à un allongement de la nef de huit mètres soit deux travées et à la construction d'une nouvelle façade. John Ostell, qui fait pratiquement office d'architecte du diocèse de Montréal à cette époque, conçoit une œuvre qui rappelle ses réalisations de l'église Notre-Dame-de-Grâce (1851). Les travaux se poursuivent jusqu'en 1870, alors qu'on ajoute des flèches aux deux tours. Cette façade austère tranche avec la chaleur de l'intérieur, auquel aucun élément extérieur ne nous prépare.
L'église a été considérée comme «classable» par le premier rapport de la Commission des monuments historiques en 1923. Elle a été classée immeuble patrimonial le 3 octobre 1974. Le 8 juillet 1975, une aire de protection a été délimitée autour de l'église. L'église comprend une cinquantaine d'objets classés.  
L'église fait partie du site patrimonial de l'Ancien-Village-du-Sault-au-Récollet, qui a été cité par la ville de Montréal en 1992 et le cœur historique du Sault-au-Récollet, désigné lieu historique par le ministre de la Culture et des Communications en 2018,. 

## Restauration
La firme d'architectes Affleck de la Riva a été mandatée pour évaluer et diriger la rénovation de l'intérieur des lieux (boiseries, murs, plafonds, etc.) ainsi que les tableaux, sculptures, orfèvreries et autres œuvres s'y trouvant. La même firme avait été mandatée précédemment pour diriger les travaux de réfection des joints des murs de pierres extérieurs, des contreforts et de la restauration de la maison du sacristain.

## Galerie de photos

Photos de l'église
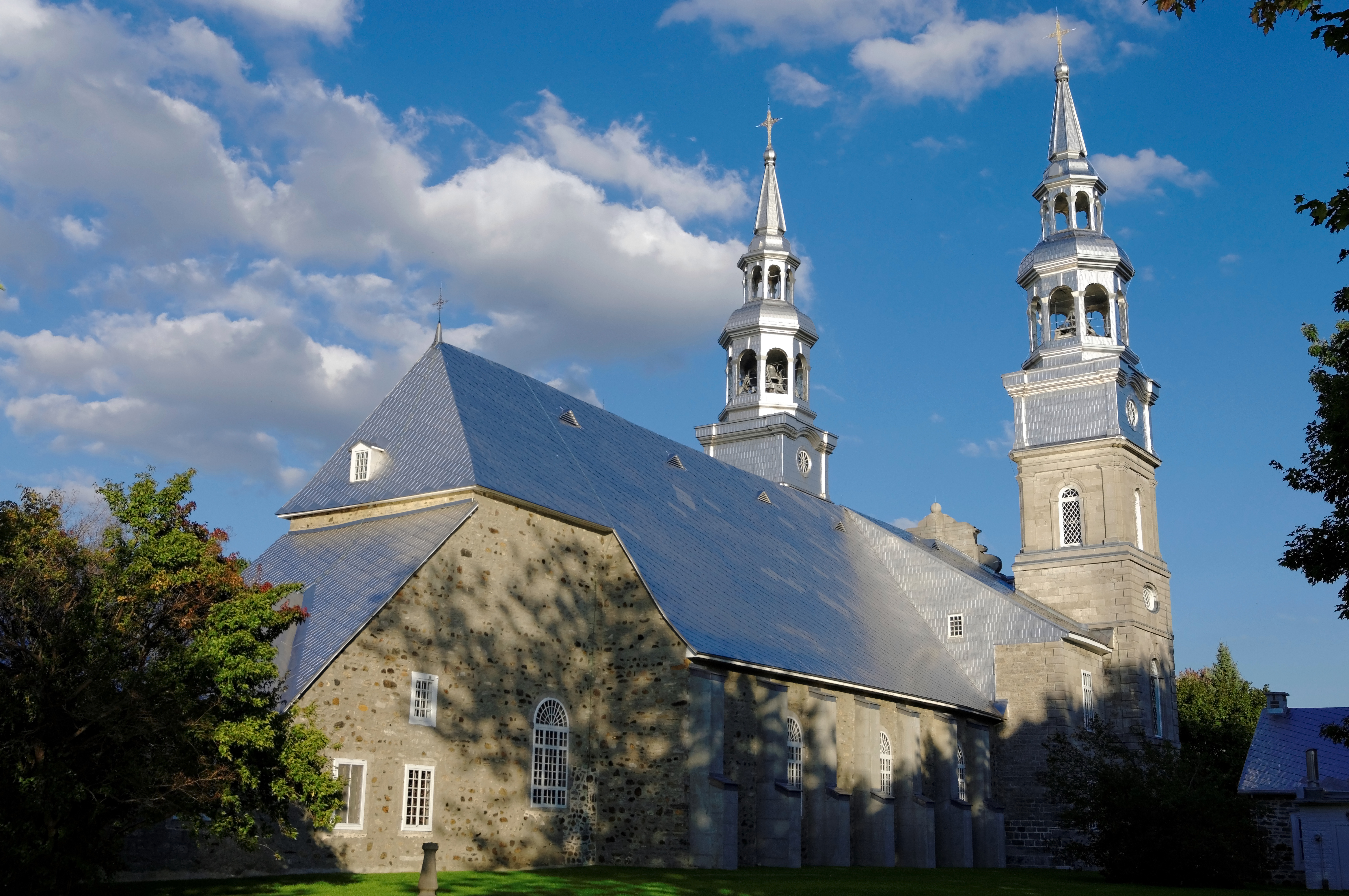
Vue arrière.
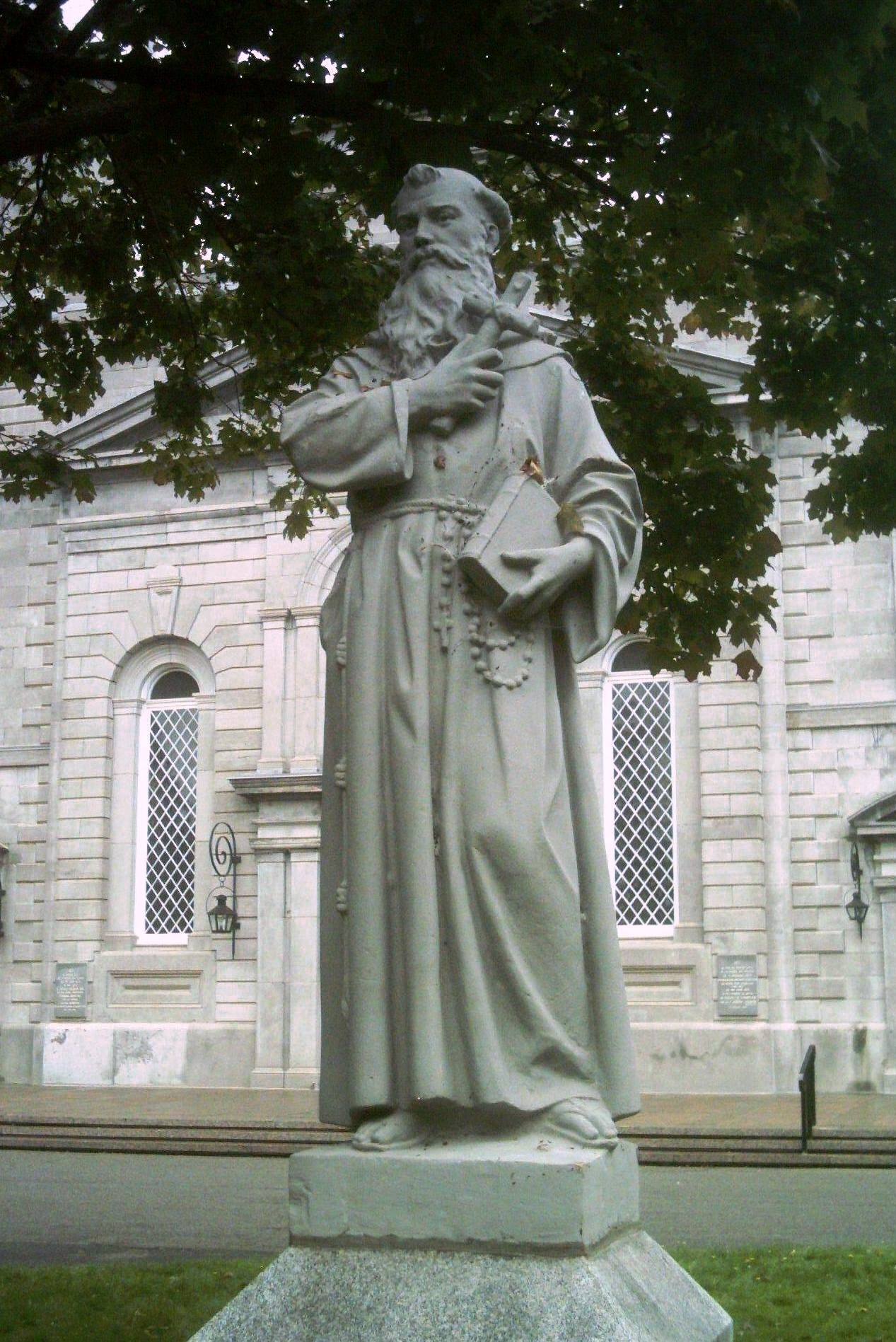
Nicolas Viel.
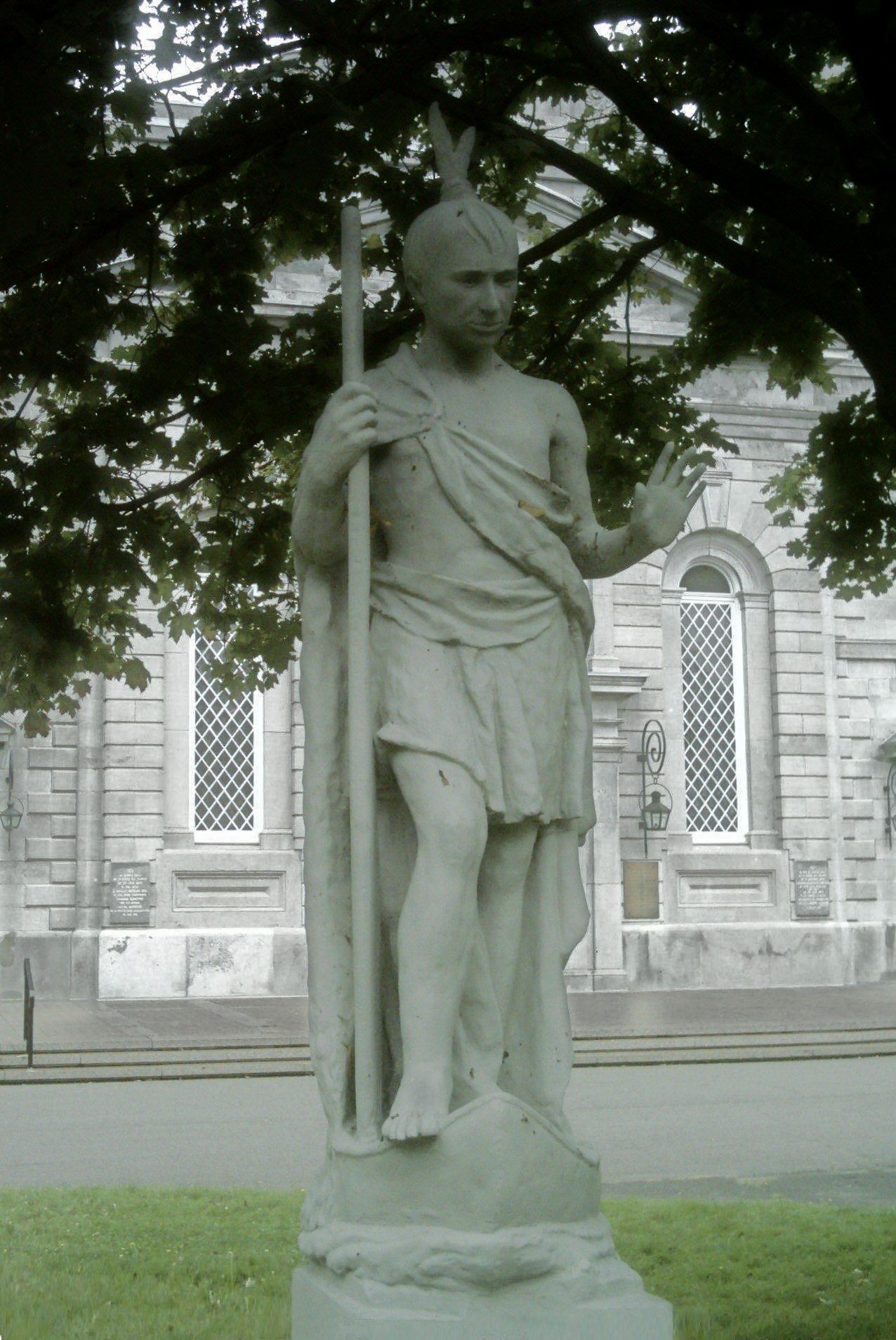
Ahuntsic.
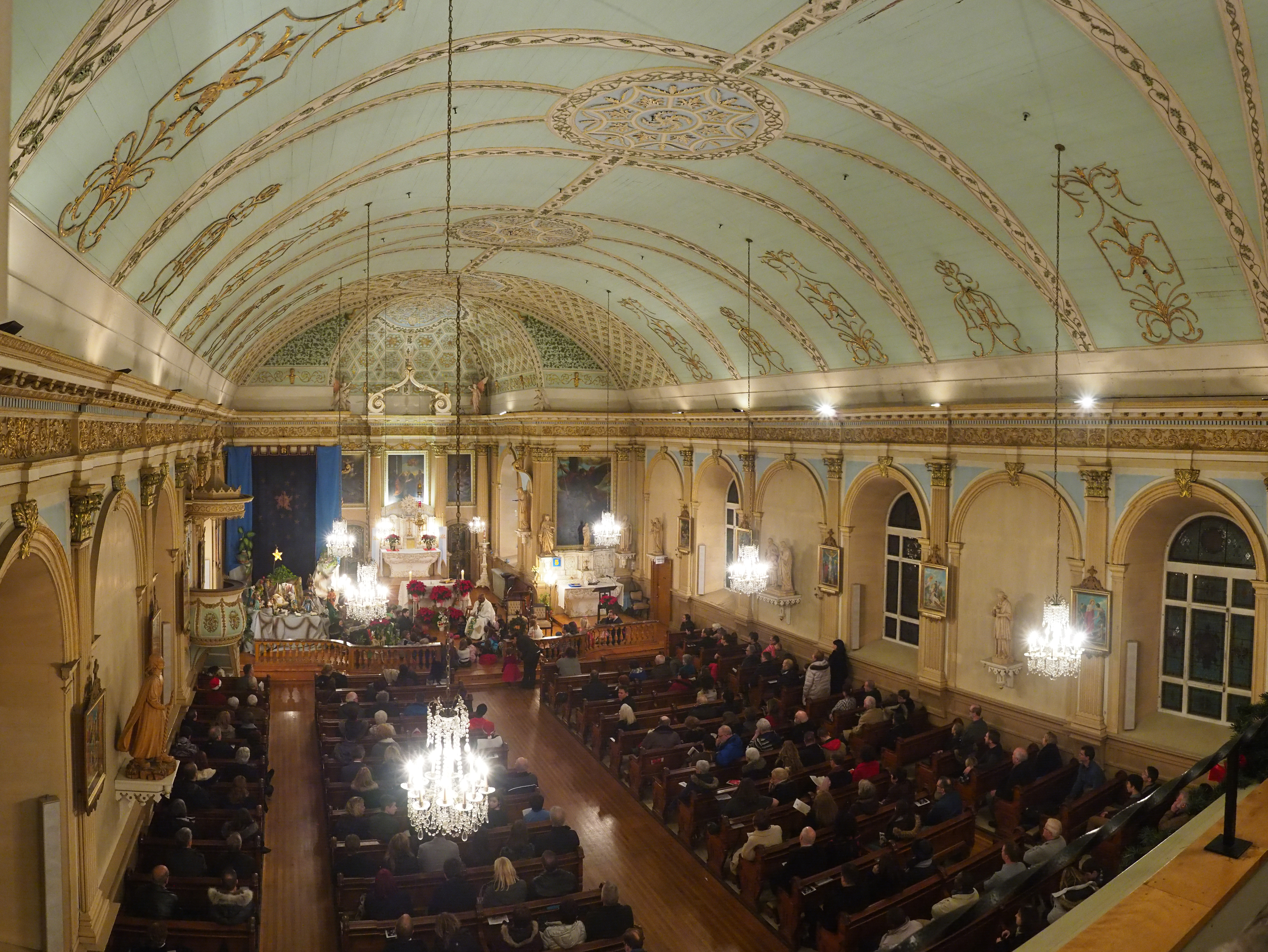
Intérieur de l'église.
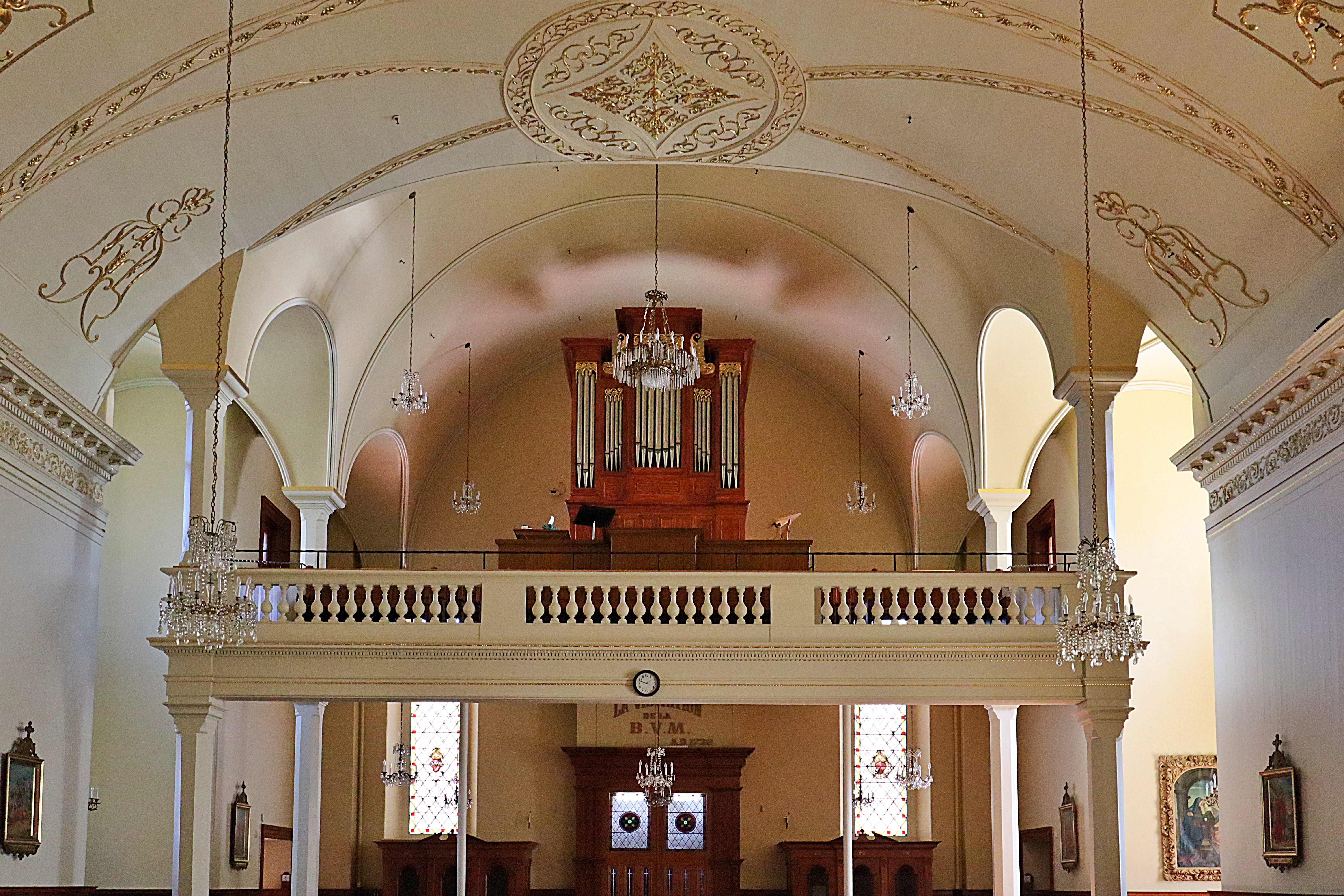
Jubé et orgue
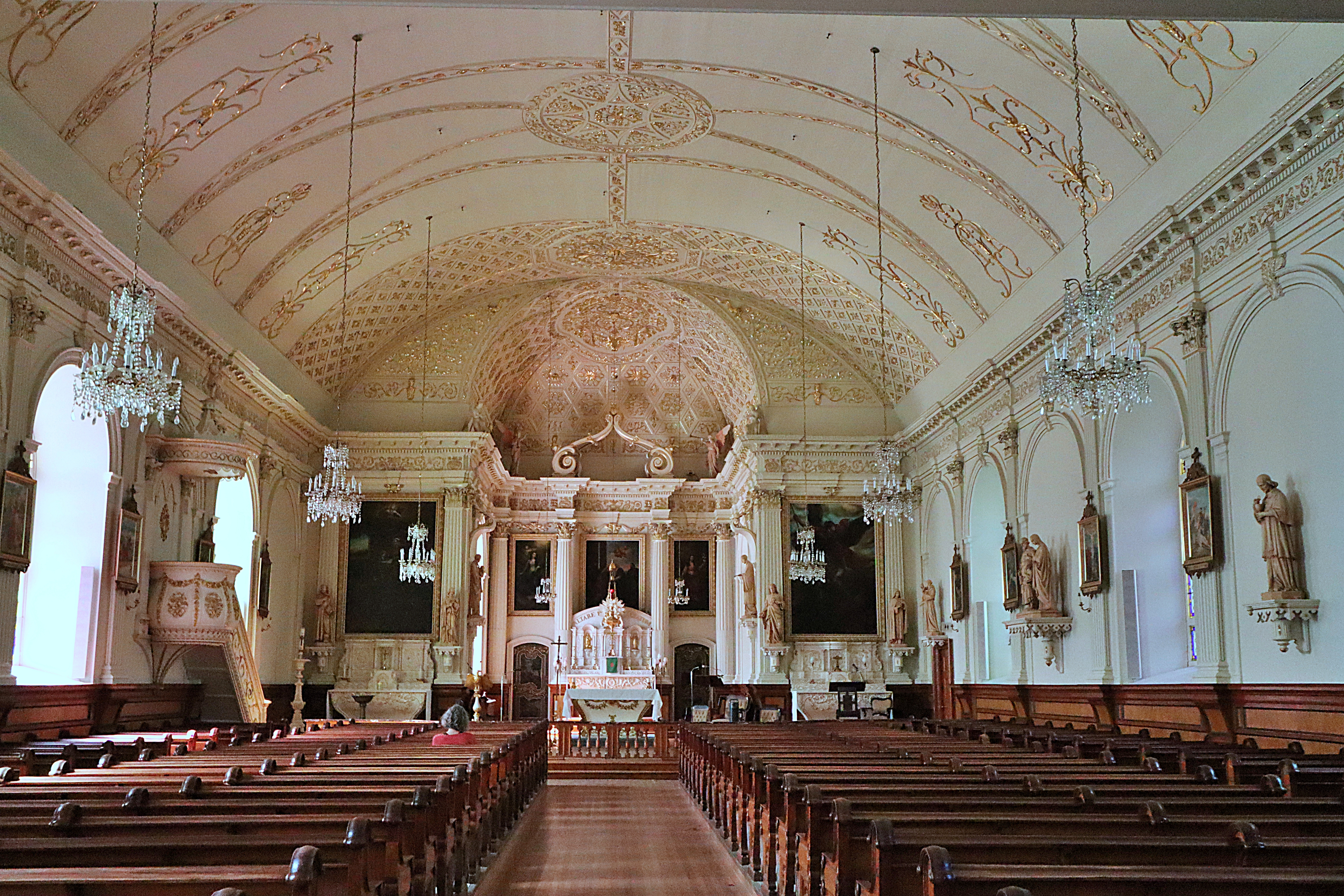
Vue générale du chœur